# Красноярське сільське поселення (Звениговський район)
Красноя́рське сільське поселення (рос. Красноярское сельское поселение) — муніципальне утворення у складі Звениговського району Марій Ел, Росія. Адміністративний центр — село Красний Яр.

## Населення
Населення — 3104 особи (2019, 3221 у 2010, 3161 у 2002).

## Склад
До складу поселення входять такі населені пункти:
| Населений пункт           | Населення, осіб (2002) | Населення, осіб (2010) |
| ------------------------- | ---------------------- | ---------------------- |
| Арзебеляк, присілок       | 119                    | 99                     |
| Великі Маламаси, присілок | 353                    | 349                    |
| Іркино, присілок          | 289                    | 320                    |
| Кожла, присілок           | 113                    | 110                    |
| Красний Яр, село          | 1144                   | 1159                   |
| Малі Маламаси, присілок   | 245                    | 240                    |
| Сєверний, виселок         | 15                     | 16                     |
| Сергушкино, присілок      | 170                    | 189                    |
| Сосновка, присілок        | 440                    | 427                    |
| Торганово, присілок       | 242                    | 253                    |
| Шалангуш, присілок        | 31                     | 59                     |